# Sun Prairie (Wisconsin)
Sun Prairie is een plaats (city) in de Amerikaanse staat Wisconsin, en valt bestuurlijk gezien onder Dane County.

## Demografie
Bij de volkstelling in 2000 werd het aantal inwoners vastgesteld op 20.369. In 2010 is het aantal inwoners door het United States Census Bureau geschat op 29364.

## Geografie
Volgens het United States Census Bureau beslaat de plaats een oppervlakte van 24,7 km², geheel bestaande uit land. Sun Prairie ligt op ongeveer 284 m boven zeeniveau.

## Plaatsen in de nabije omgeving
De onderstaande figuur toont nabijgelegen plaatsen in een straal van 16 km rond Sun Prairie.

## Geboren in Sun Prairie
- Georgia O'Keeffe (1887-1986), kunstschilderes